# 澄海实验高级中学
澄海实验高级中学，是位于中国广东省汕头市的一所高中，位于澄海区冠山澄江公路。其前身是1958年创立的澄海师范学校，2000年9月起招收高中生，2002年8月澄海师范完成转轨。澄海实验高级中学正式开办。澄海实验高级中学是广东省一级学校，汕头市重点中学。